# Purpuricenus kaehleri
Purpuricenus kaehleri är en skalbaggsart som först beskrevs av Linne 1758.  Purpuricenus kaehleri ingår i släktet Purpuricenus och familjen långhorningar.
Artens utbredningsområde är:
- Corsica.
- Frankrike.
- Iran.
- Portugal.
- Ukraina.

Inga underarter finns listade i Catalogue of Life.

## Bildgalleri

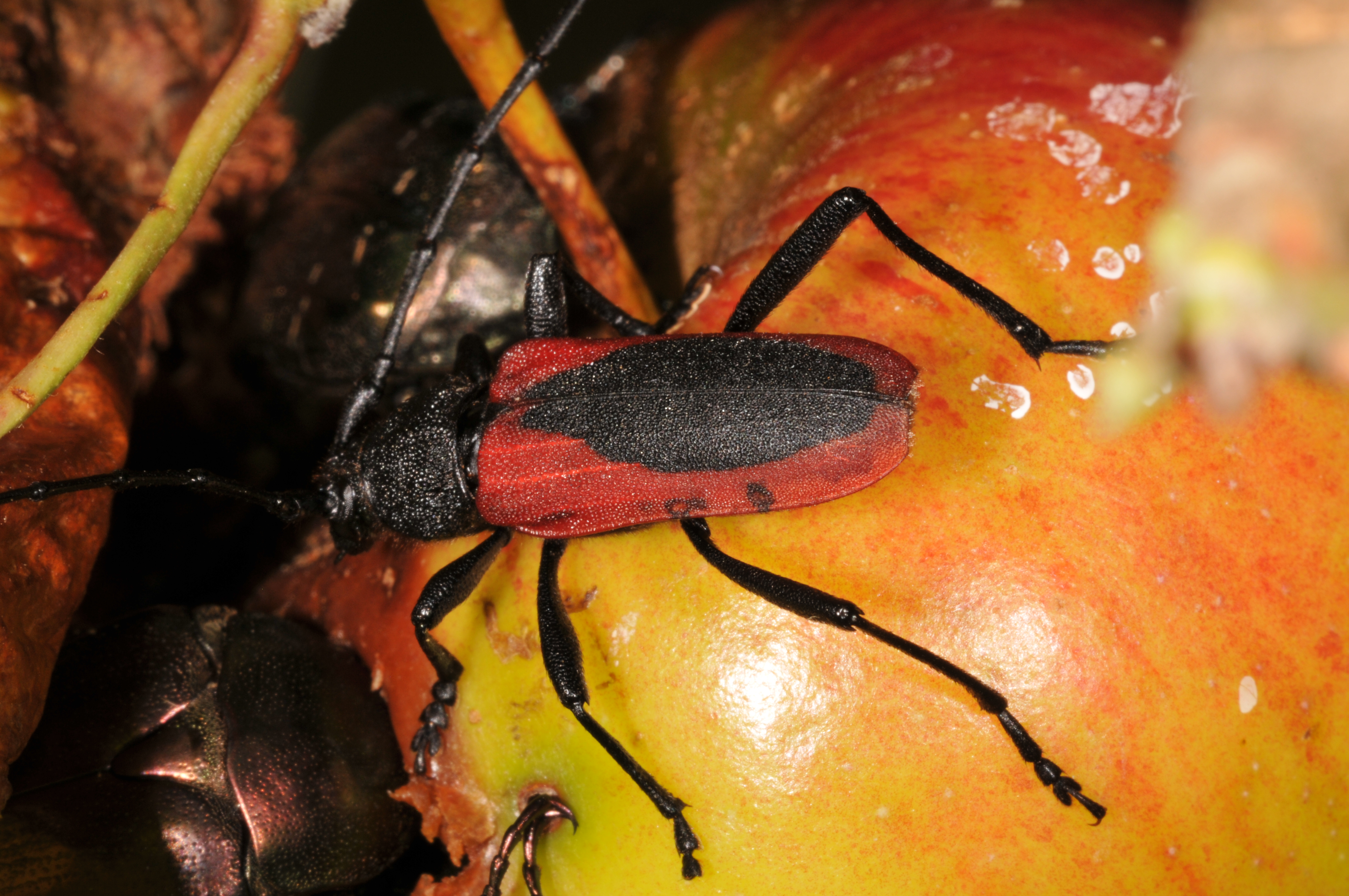
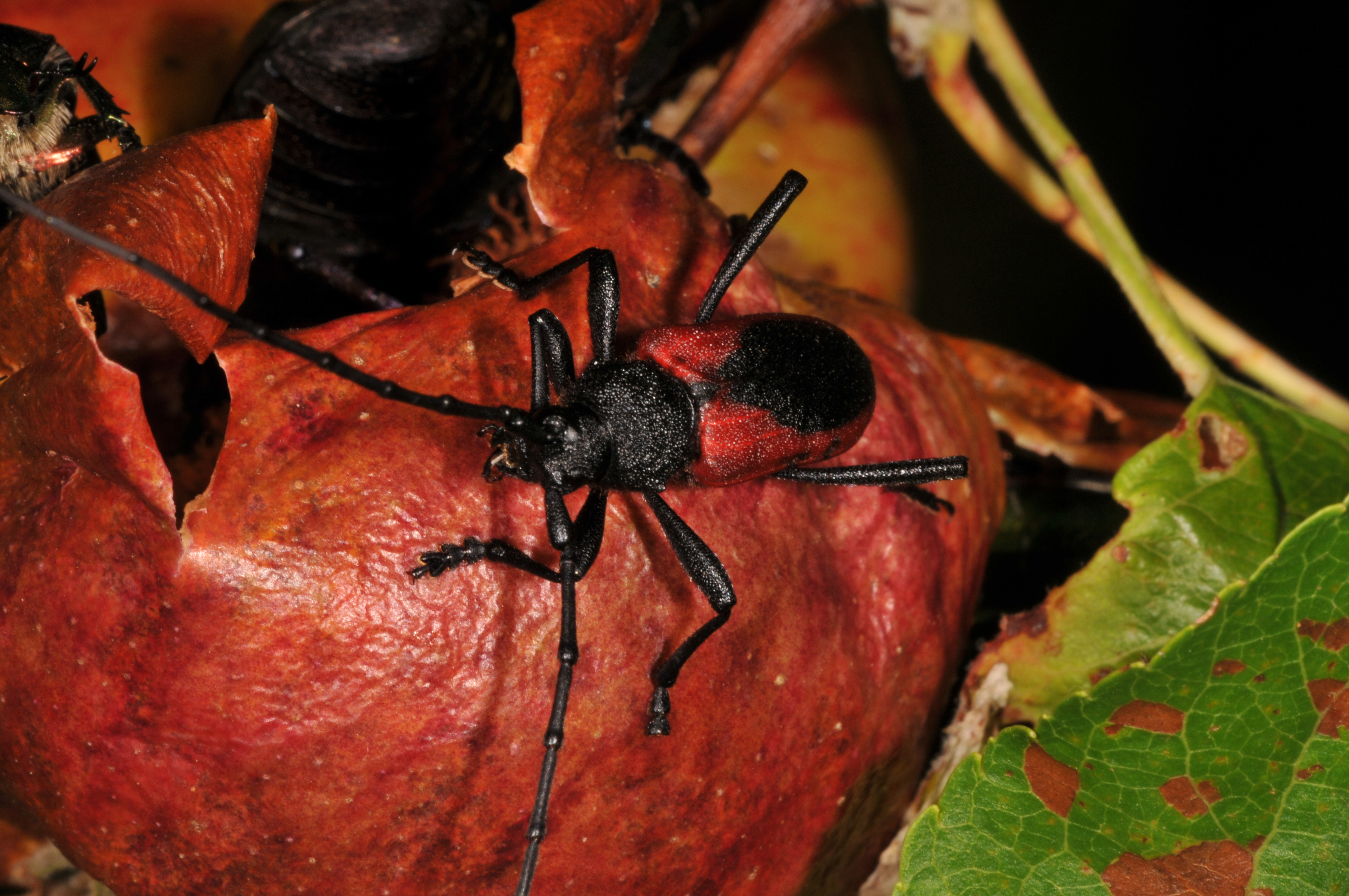
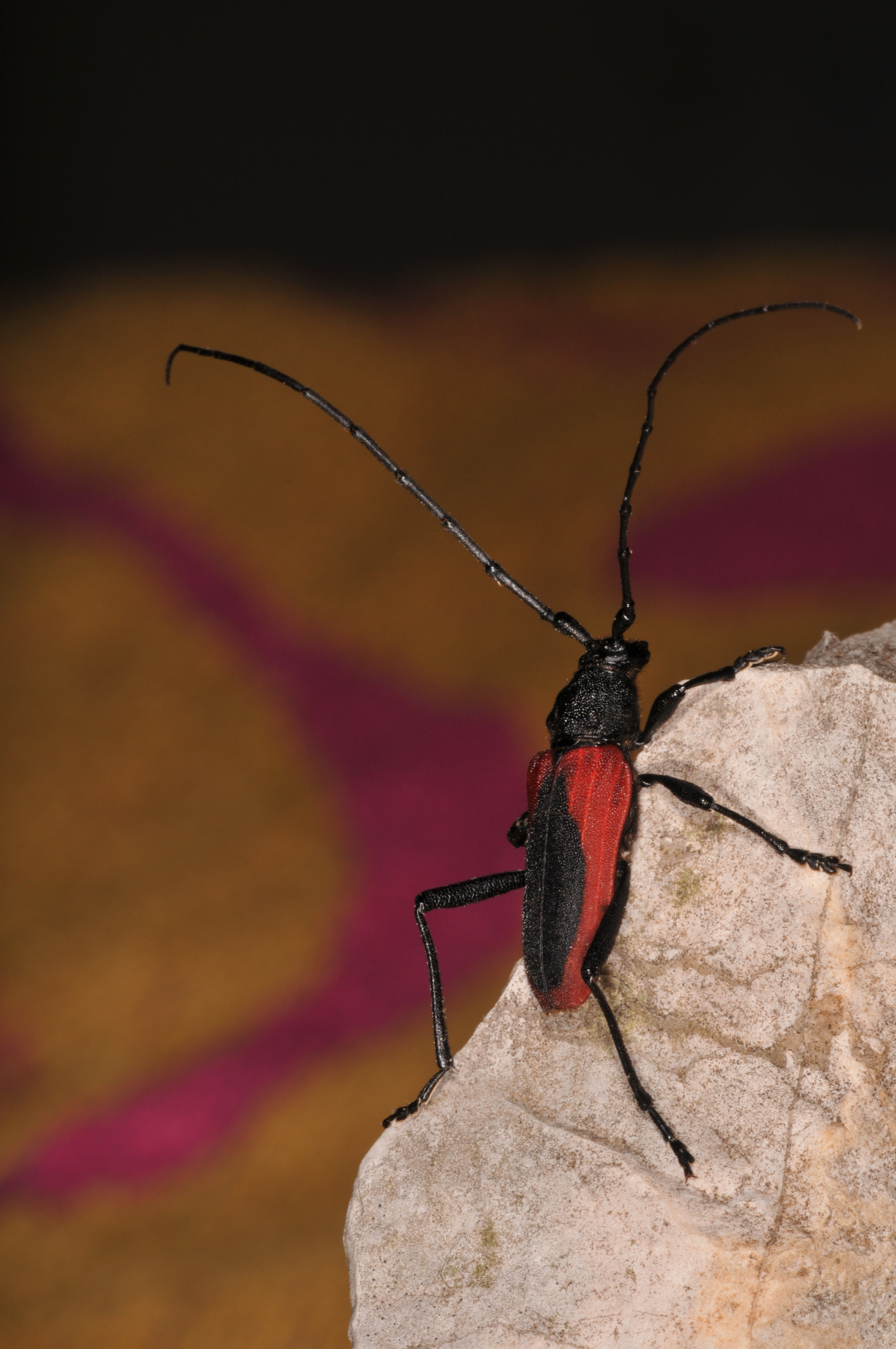
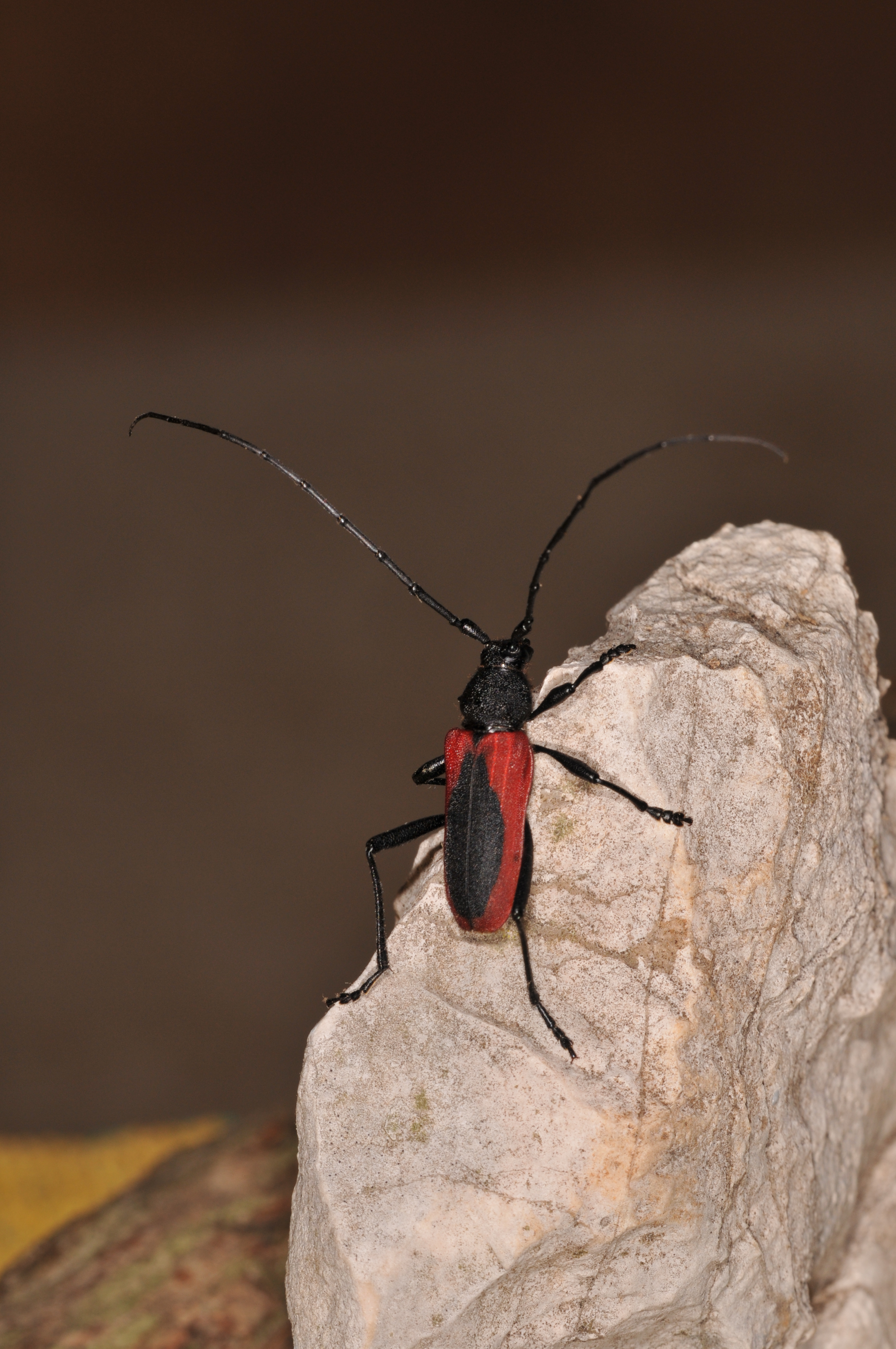
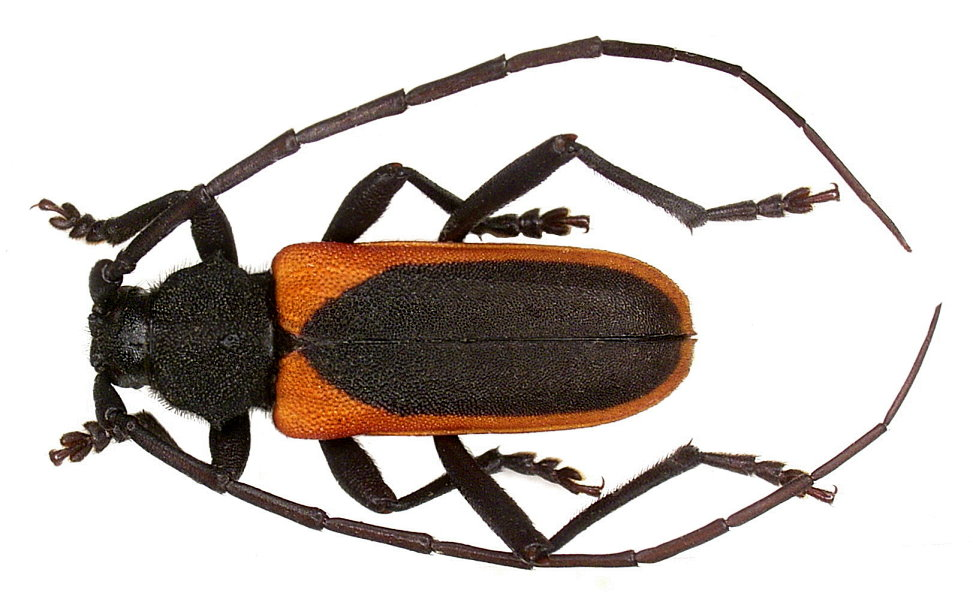
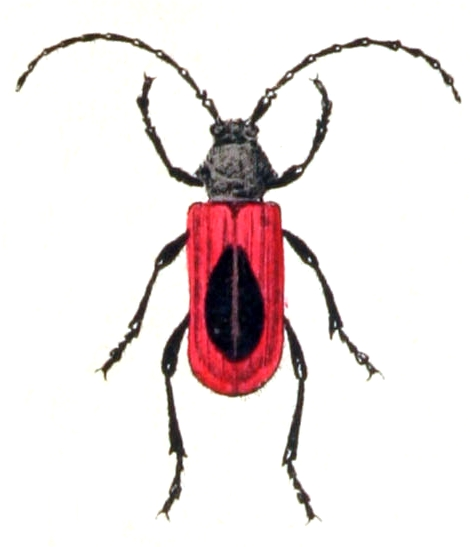